# Olympische Winterspiele 2010/Skilanglauf – Team-Sprint (Frauen)
Der Team-Sprint der Frauen im Skilanglauf bei den Olympischen Winterspielen 2010 wurde am 22. Februar 2010 im Whistler Olympic Park in Whistler ausgetragen. Gelaufen wurde in der freien Technik. Olympiasieger wurde das deutsche Duo Evi Sachenbacher-Stehle / Claudia Nystad vor dem schwedischen und dem russischen Team.

## Daten
- Datum: 22. Februar 2010
- Streckenlänge: 1430 m
- Höhenunterschied: 25 m
- Maximalanstieg: 25 m
- Totalanstieg: 44 m
- 36 Teilnehmerinnen aus 18 Ländern

## Ergebnisse
- Q – Qualifikation für die nächste Runde

### Halbfinale

#### Lauf 1
| Rang | Startnummer | Land        | Sportlerinnen                             | Zeit (min) | Anmerkungen |
| ---- | ----------- | ----------- | ----------------------------------------- | ---------- | ----------- |
| 1    | 6           | Frankreich  | Karine Laurent Philippot Laure Barthélémy | 18:42,2    | Q           |
| 2    | 1           | Italien     | Magda Genuin Arianna Follis               | 18:43,0    | Q           |
| 3    | 3           | Deutschland | Evi Sachenbacher-Stehle Claudia Nystad    | 18:43,5    | Q           |
| 4    | 8           | Polen       | Kornelia Marek Sylwia Jaśkowiec           | 18:44,1    | Q           |
| 5    | 4           | Russland    | Irina Chasowa Natalja Korosteljowa        | 18:48,0    | Q           |
| 6    | 2           | Finnland    | Riitta-Liisa Roponen Riikka Sarasoja      | 18:53,8    | Q           |
| 7    | 5           | Japan       | Nobuko Fukuda Madoka Natsumi              | 19:51,7    |             |
| 8    | 9           | Ukraine     | Kateryna Hryhorenko Maryna Anzybor        | 19:55,6    |             |
| 9    | 7           | Schweiz     | Bettina Gruber Silvana Bucher             | 20:04,6    |             |

#### Lauf 2
| Rang | Startnummer | Land                | Sportlerinnen                              | Zeit (min) | Anmerkungen |
| ---- | ----------- | ------------------- | ------------------------------------------ | ---------- | ----------- |
| 1    | 12          | Schweden            | Charlotte Kalla Anna Haag                  | 18:35,9    | Q           |
| 2    | 11          | Norwegen            | Astrid Uhrenholdt Jacobsen Celine Brun-Lie | 18:47,2    | Q           |
| 3    | 16          | Vereinigte Staaten  | Caitlin Compton Kikkan Randall             | 18:48,9    | Q           |
| 4    | 14          | Kanada              | Daria Gaiazova Sara Renner                 | 18:54,9    | Q           |
| 5    | 10          | Slowenien           | Katja Višnar Vesna Fabjan                  | 18:58,9    |             |
| 6    | 15          | Kasachstan          | Oxana Jazkaja Jelena Kolomina              | 19:33,6    |             |
| 7    | 17          | Belarus             | Kazjaryna Rudakowa Wolha Wassiljonak       | 19:52,3    |             |
| 8    | 13          | Estland             | Triin Ojaste Kaija Udras                   | 20:02,2    |             |
| 9    | 18          | Volksrepublik China | Man Dandan Li Hongxue                      | 20:02,7    |             |

### Finale
| Rang | Startnummer | Land               | Sportlerinnen                              | Zeit (min) | Rückstand |
| ---- | ----------- | ------------------ | ------------------------------------------ | ---------- | --------- |
| 1    | 3           | Deutschland        | Evi Sachenbacher-Stehle Claudia Nystad     | 18:03,7    | —         |
| 2    | 12          | Schweden           | Charlotte Kalla Anna Haag                  | 18:04,3    | +0,6      |
| 3    | 4           | Russland           | Irina Chasowa Natalja Korosteljowa         | 18:07,7    | +4,0      |
| 4    | 1           | Italien            | Magda Genuin Arianna Follis                | 18:14,2    | +10,5     |
| 5    | 11          | Norwegen           | Astrid Uhrenholdt Jacobsen Celine Brun-Lie | 18:32,8    | +29,1     |
| 6    | 16          | Vereinigte Staaten | Caitlin Compton Kikkan Randall             | 18:51,6    | +47,9     |
| 7    | 14          | Kanada             | Daria Gaiazova Sara Renner                 | 18:51,8    | +48,1     |
| 8    | 2           | Finnland           | Riitta-Liisa Roponen Riikka Sarasoja       | 18:56,6    | +52,9     |
| 9    | 8           | Polen              | Kornelia Marek Sylwia Jaśkowiec            | 18:59,1    | +55,4     |
| 10   | 6           | Frankreich         | Karine Laurent Philippot Laure Barthélémy  | 19:04,2    | +1:00,5   |